# 戴冕 (嘉靖進士)
戴冕（1510年—1574年），字子端，號龍洲，河南河南府洛陽縣人，軍籍，明朝政治人物。

## 生平
嘉靖二十二年（1543年）癸卯科河南鄉試第七十八名舉人。嘉靖三十二年（1553年）中式癸丑科會試第二百七十名，三甲第二百三十二名進士。吏部观政，授山东昌乐知县，升南户部主事，轉本部员外郎、郎中。嘉靖四十四年（1565年）父亲去世，回家丁忧。服除，補刑部郎中，贬官两浙盐运司同知，九月後致仕。

## 家族
曾祖戴智；祖父戴鑑；父戴鸞，母裴氏；繼母楊氏。弟戴（上曰下金）、戴昱。